# Lucie Granier
Lucie Granier (Marseille, 11 de junho de 1999) é uma jogadora de handebol francesa.

## Carreira
Originária de Marselha, iniciou a sua formação no Andebol Plan-de-Cuques de Bouches-du-Rhône – onde descobriu nomeadamente a segunda divisão nacional – antes de continuar no centro de formação ES Besançon, estrutura à qual integra aos 18 anos. Ela declara sobre este período: "Depois do centro de esperança, tive a opção de permanecer no meu clube de origem ou ingressar num centro de treinamento, em Metz ou Besançon. Escolhi o clube de Besançon pela sua vertente familiar, simpática e, sobretudo, muito conceituada na formação de jogadores". Poucos meses depois da sua chegada a Doubs, em setembro de 2017, fez uma estreia notável na primeira equipe profissional, durante uma partida da Divisão 1 contra o Brest, onde marcou três gols.
Em janeiro de 2021, assina o seu primeiro contrato profissional com o clube Bisontin, por um período de 2 temporadas e com efeitos a partir do exercício 2021/2022. Formada no DUT em comunicação de informação, suspendeu os estudos para se dedicar integralmente à carreira. Em 11 de junho de 2022, aconteceu a final da Coupe de France onde seu clube desafiou o Metz Handball no centro esportivo Paris-Bercy. Apesar das boas intenções, Granier (sem gols) e os Bisontines perderam por 33 gols a 23 no final de um encontro claramente dominado pelo clube Lorena.
Nos Jogos Olímpicos de Verão de 2024, em Paris, conquistou a medalha de prata no torneio feminino do handebol, após confronto na final contra a equipe norueguesa.